# Teodor Moldovan (membru al Sfatului Țării)
Teodor Moldovan (n. ?, gubernia Basarabia, Imperiul Rus – d. secolul al XX-lea) a fost un fermier și politician moldovean, membru al Sfatului Țării al Republicii Democratice Moldovenești.

## Sfatul Țării
Cu toate că era băștinaș, Teodor Moldovan a fost unul din membrii Sfatului Țării care s-a abținut de la votul de Unire a Basarabiei cu România în timpul sesiunii din 27 martie 1918.

## Galerie de imagini

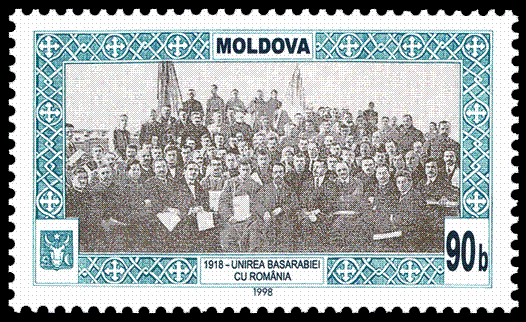
Membrii Sfatului Țării pe un timbru moldovenesc din 1998.